# Sunny Deol
Sunny Deol, właśc. Ajay Singh Deol (pendżabski: ਅਜੈ ਸਿੰਘ ਦਿਓਲ, hindi: अजय सिंह देओल, urdu: اَجے سِںہ دِیول; ur. 19 października 1961 w Nowym Delhi) – indyjski aktor bollywoodzki pendżabskiego pochodzenia, którego nagrodzono National Film Awards. Jego ojcem jest Dharmendra, gwiazda indyjskiego kina, młodszym bratem aktor Bobby Deol, siostrą (z drugiego małżeństwa z Hema Malini) też aktorka Esha Deol. Żonaty, dwoje dzieci, z wyznania – sikh.

## Wybrana filmografia
- Apne – Angad Singh Choudhary
- Fool and Final (2007)
- Naksha (2006) –
- Khel (2003) - A.C.P. Rajveer Scindia
- Droga miłości (2001) - Sagar
- Champion (2000) – Rajveer Singh
- Border (1997) – Major Kuldip Singh Chandpuri
- Strach (1993) – Sunil Malhotra